# Апемосина
Апемоси́на (др.-греч. Ἀπημοσύνη) — персонаж древнегреческой мифологии, дочь критского царя Катрея.
Катрей получил оракул о том, что погибнет от руки сына. Хоть царь и попытался скрыть от всех содержание прорицания, о нём узнал его сын. Алтемен, боясь стать против воли убийцей отца, отплыл на Родос взяв с собой сестру. На Родосе в Апемосину влюбился Гермес и захотел ею овладеть. Девушка превосходила его быстротой, поэтому бог не мог догнать Апемосину. Тогда Гермес подстелил на дороге шкуры животных, на которых девушка поскользнулась и была настигнута Гермесом. После, девушка рассказала обо всём брату. Алтемен не поверил в правдивость истории, решив, что сестра придумала бога, чтобы отвести от себя вину, и убил её ударом ноги.
Профессор Кембриджского университета, историк религии А. Б. Кук на основании этого мифа делает выводы о тесной взаимосвязи между островами Крит и Родос в период существования минойской цивилизации. Образ девушки из царского дома, которая сначала убегает от насильника, а затем погибает, по мнению А. Б. Кука несёт отголоски описания обряда жертвоприношения в соответствующий период развития древнегреческой цивилизации.